# شهرستان‌های ایرانشهر (کتاب)

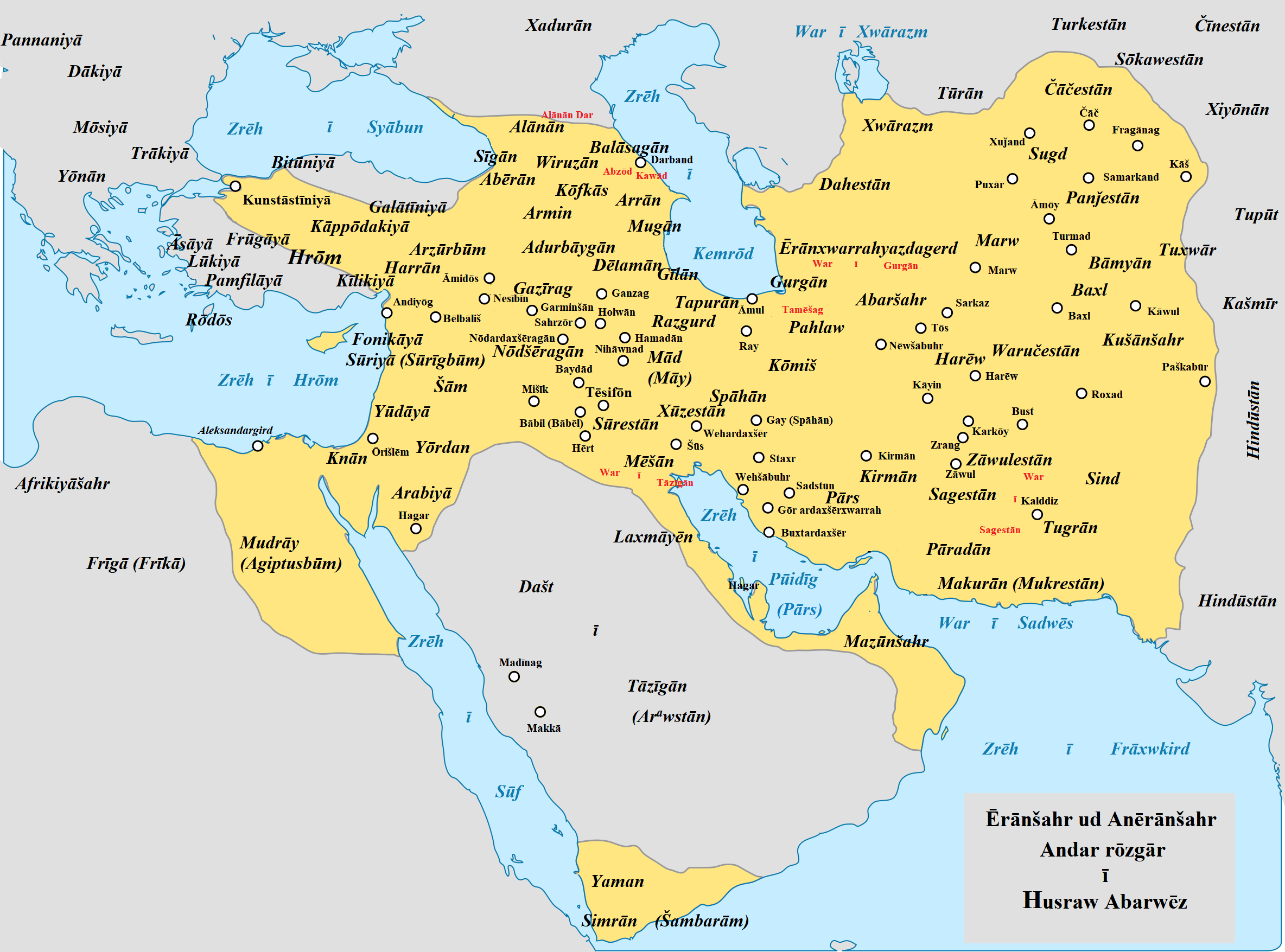
شاهنشاهی ساسانی در بزرگ‌ترین گسترهٔ خود در دوران خسرو پرویز. نام‌های مکان‌ها به پارسی میانه با آوانگاری مکنزی نوشته شده و نقاط سرخ رنگ، استحکامات دفاعی ساسانیان را نشان می‌دهد.

شهرستان‌های ایرانشهر یا کتاب شهرستان‌های ایران کتاب بی‌همتایی که به زبان پهلوی، در واپسین سده‌های فرمانروایی ساسانیان نوشته شده‌ است. نامی از نویسندهٔ ایرانی آن بر جای نمانده‌ است. این کتاب به بیان تاریخ، نام و ساختار سیاسی شهرهای ایرانشهر و بیان ویژگی این شهرها در تاریخ‌نگاری ایرانیان می‌پردازد. این کتاب به گمان پژوهشگران می‌تواند همان کتاب «یادگار شهرها» باشد که در بندهش یاد شده که نوشتن آن را با دستور کواد یکم می‌داند. این کتاب از کهن‌ترین نوشته‌هایی است که از وجود یک سامانه دفاعی پیرامون خلیج فارس با نام وَر ئی تازیگان نام برده‌ است.
موسی خورنی تاریخ‌نگار ارمنی ایران ساسانی، این کتاب کم‌نظیر را به زبان ارمنی ترجمه کرده‌‌ است. اصل پهلوی این کتاب ارزشمند که در زمان ساسانیان در سه برگ نوشته شده بود از بین رفته‌ است. تنها ترجمه‌ای از آن به‌ وسیلهٔ موسی خورنی به دست آمده‌ است که جغرافیای موسی خورنی نامیده‌ می‌شود و پایه تحقیقات بعدی دیگر محققان در سده‌های متأخر را تشکیل می‌دهد. متن اصلی کتاب جغرافیای موسی خورنی به دو صورت دو نسخه‌ای یعنی متن کامل و دیگری متن خلاصه شده، به جای مانده‌ است.
در این رساله، ایران‌شهر بر حسب جهات چهارگانه، به چهار ناحیهٔ شرق و غرب و جنوب و شمال تقسیم شده‌ است. چنین تقسیم‌بندی‌ از زمان خسرو انوشیروان رواج یافته‌ است. در این رساله نخست نام شهرهایی می‌آید که در ناحیهٔ شرق خراسان قرار داشته‌اند و با سمرقند آغاز می‌شود. در این رساله، همانند اغلب آثار زبان پهلوی، اسطوره‌ها و واقعیت‌های تاریخی درهم آمیخته شده‌اند.

## جعل عبارت پارسیگ «وَر ئی تازیگان»
در بنده بیست و پنجم از این نوشته آمده‌ است:
شَهْرِستانی هِیرْت، شابُهر ئی اَرْدَخْشِیران کَرد. اُ-ش مِهْرْزاد ئی هِیرْتْ مَرْزبان پَدْ وَرْ ئی تازیگان بِی گُمارد.
ترجمه به فارسی نو از تورج دریایی:

«شهرستان حیره را شاهپور پسر اردشیر ساخت و او مهرزادِ مرزبانِ حیره را بر حصار تازیان گمارد.»
نخستین کسی که این اصطلاح را دریاچه تازیان ترجمه کرده‌ است، یوزف مارکوات بوده‌است. حال آنکه از روزگار آغازین اسلامی تا پایان دهه ۱۹۶۰ میلادی همواره این پهنه آبی «خلیج‌ الفارسی» یا «بحر الفارسی» نامیده می‌شده. نزد اروپاییان نیز تا سده شانزدهم به زبان لاتین «سینوس پرسیکوس» (به لاتین: Sinus Persicus) شناخته می‌شده‌است. همچنین با نگرش به کهن‌ترین سند خلیج فارس یعنی کتیبه داریوش بزرگ بر کانال سوئز که این آب‌ها را «دریای پارسی» (به پارسی باستان: 𐎭𐎼𐎹 𐎱𐎠𐎼𐎿𐎠– draya Pārsā) خوانده، می‌توان پی‌برد که مارکوات در خوانش دچار اشتباه شده‌ است. نیبرگ نیز به این اشتباه پی برده و بیان داشته که واژه «وَر» در زبان پارسی میانه به معنای «دیوار» یا «برج و بارو» و «حصار» بوده‌ است. به احتمال بسیار بالا این همان سامانه دفاعی روزگار ساسانی است که اعراب آن را بانام «خندق السابور» می‌شناختند. این معنا را می‌توان در اوستایی «وَرَ» (اوستایی: 𐬬𐬀𐬭𐬀 - vara) و سنسکریت ودایی «وَلَه» (سانسکریت: वल - valá) یافت.

## چهار کُست ایران ساسانی
از ویژگیهای متن نوشتهٔ شهرستانهای ایرانشهر، کشور ایران ساسانی یا ایرانشهر به چهار ناحیه یا کُست بخش می‌شود:
الف: کُستِ آذربایگان (پارسی میانه: kwst Y ʾtwrpʾtkʾn / kust ī Ādurbādagān ) یا ناحیهٔ آذربایجان / شمالی
ب: کُستِ نیمروز (پارسی میانه: kwst Y nymlwc/ kust ī Nēmrōz ) یا ناحیهٔ جنوبی
الف: کُستِ خوراسان (پارسی میانه: kwst Y hwlʾsʾn/ kust ī Xwarāsān ) یا ناحیهٔ شرقی
الف: کُستِ خوربران (پارسی میانه: kwst Y hwlwlʾn/ kust ī Xwarwarān) یا ناحیهٔ غربی

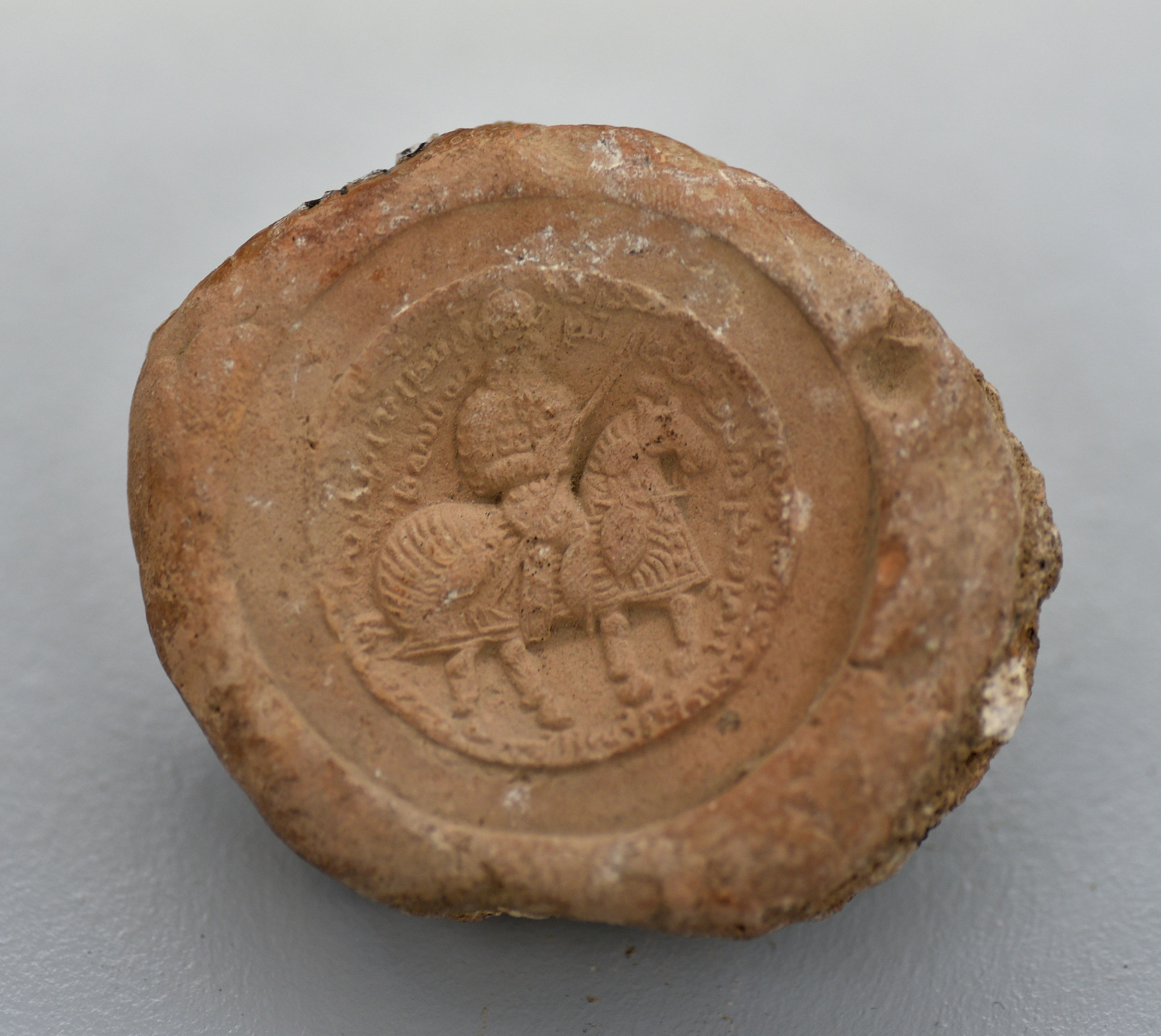
مُهر سپاهبد نیمروز که از کست نیمروز نگهبانی می‌کرده است. این مهر امروزه در موزهٔ سلیمانیه عراق نگهداری می‌شود.

واژهٔ کُست در زبان پارسیگ به معنای ناحیه است که در پارسی نو به دیسه‌های کُشت و کُش (در هندوکش، به معنای ناحیهٔ هندی) آمده است. افزون بر این، یکی از درجه‌ها و پایه‌های نظامی در ارتشتاران و کشورداران روزگار ساسانی، جایگاه پاذوسپان (پارسی میانه: p'tkwsp'n) به معنای «نگهبان مزر ناحیه» است که در تاریخ به دیسهٔ لقب فرمانروای اصفهان در زمان فروپاشی ساسانیان و نیز سپهبد شاهین در زمان لشکرکشی خسرو پرویز آمده است. شایان توجه است که در زبان پارسیگ برای شمال واژهٔ‌ اَباختَر (پارسی میانه: ʾpʾhtl -abāxtar⁠) می‌رود که سپس در پارسی نو به دیسهٔ باختر درآمده است. این واژه در اوستا به گونهٔ اَپاختَرَ (اوستایی: 𐬀𐬞𐬁𐬑𐬙𐬀𐬭𐬀 - apāxtara) آمده که جایگاه اهریمن و دیوان به‌شمار می‌رود. از این‌رو پژوهشگران بر این باورند که برپایهٔ آیین زرتشتی و برای پرهیز از بکارگیری واژه‌ای که در پیوند با اهریمن و دیوان است، از نامجای آذربایجان استفاده شده است. 

## آوانگاری و حرفنگاری
1. ↑  šahrestān ī Hērt, Šābuhr ī Ardaxšērān kard. u-š Mihrzād ī Hērt marzbān pad "War Ī Tāzīgān" bē gumārd.
2. ↑  štr'st'n Y hyrt š'hpwhr Y 'lthšyl'n krt. AP-š mtrz't Y hyrt mlcp'n PWN "wl Y t'cyk'n" BRA gwm'lt.